# Zanesville (Ohio)
Zanesville è una città statunitense della contea di Muskingum nello stato dell'Ohio.
Il nome deriva da Ebenezer Zane (1747-1811), che costruì la Zane's Trace, una strada pionieristica che andava dall'attuale Wheeling a Maysville e fu un antenato per parte di madre dello scrittore statunitense Zane Grey.